# Bonus pater familias
No direito romano, o termo bonus pater familias (bom pai de família) se refere a um padrão de cautela, análogo ao do homem razoável no direito inglês.
No direito espanhol, o termo usado é uma tradução direta ("un buen padre de familia"), e usado no espanhol Código Civil. Ele também é usado em países da América latina.